# Liste der Naturdenkmale in Zerf
Die Liste der Naturdenkmale in Zerf nennt die im Gemeindegebiet von Zerf ausgewiesenen Naturdenkmale (Stand 3. Juni 2024).

## Naturdenkmale
| Nr.         | Bezeichnung | Lage                                                             | Beschreibung    | Bild                                    |
| ----------- | ----------- | ---------------------------------------------------------------- | --------------- | --------------------------------------- |
| ND-7235-455 | Rotbuche    | Oberzerf, südöstlich des Ortes; Abteilung Unterm Schneeberg Lage | Fagus sylvatica | Direkt Bild zu diesem Denkmal hochladen |